# هارون ليستير
هارون ليستير (بالإنجليزية: Aaron Lester)‏ هو لاعب دوري الرغبي نيوزيلندي، ولد في 16 مايو 1973.